# Chrysoarctus
Genre
Chrysoarctus est un genre de tardigrades de la famille des Halechiniscidae. 

## Liste des espèces
Selon Degma, Bertolani et Guidetti, 2013 :
- Chrysoarctus briandi Renaud-Mornant, 1984
- Chrysoarctus flabellatus (Grimaldi de Zio, D'Addabbo Gallo, Morone De Lucia, Vaccarella & Grimaldi, 1982)

## Publication originale
- Renaud-Mornant, 1984 : Halechiniscidae (Heterotardigrada) de la campagne Benthedi, Canal du Mozambique. Bulletin du Muséum National d'Histoire Naturelle Section A Zoologie Biologie et Écologie Animales, vol. 6, no 1, p. 67-88.